# منطقة بانج خو لايم
منطقة بانج خو لايم (بالإنجليزية: Bang Kho Laem District)‏ هي واحدة من 50 منطقة في بانكوك، تايلاند. يقدر عدد سكانها بـ 106,499 نسمة .